# Đặc khu kinh tế châu Phi
Vào năm 2006, Chính phủ Cộng hòa Nhân dân Trung Hoa tuyên bố sẽ hỗ trợ thành lập tới 50 "khu hợp tác kinh tế và thương mại" ở nước ngoài. Trong số 19 khu vực được phê duyệt cho đến nay, có năm khu vực thuộc châu Phi cận Sahara, cụ thể là Ethiopia, Mauritius, Nigeria (có hai khu) và Zambia. Vào tháng 2 năm 2011, Ngân hàng Quốc tế đã cho xuất bản cuốn: Special Economic Zones in Africa: Comparing Performance and Learning from Global Experiences nhằm đánh giá tình hình kinh tế trong những khu kinh tế đặc biệt này.